# Additiv farveblanding
Additiv farveblanding er frembringelsen af en lysfarve ud fra en blanding af  to andre farvers lys. 
Belyser man f.eks. et område med lyset fra de tre grundfarver: rød, grøn og blå, kan man opnå en hvid farve. 
Man kan opnå næsten alle øvrige farver ved at blande lys med disse tre grundfarver og variere styrken af hver enkelt farve. 
Additiv farveblanding bruges fx i tv- og computerskærme, hvor tripletterne danner billedpunkter med en farve ud fra dens tre grundfarver.